# Milan Křížek
Milan Křížek (9. března 1926 Lišov - 15. února 2018 České Budějovice) byl český hudební skladatel, hudební pedagog a violista.

## Život
Po absolvování gymnázia v Táboře (1937–45) studoval hudební vědu, hudební výchovu a dějepis na Filosofické fakultě Univerzity Karlovy v Praze (1946–51). Skladbu soukromě studoval u Jaroslava Řídkého (1946–50). V roce 1959 složil státní zkoušku ze hry na housle. Doktorát filosofie získal na Univerzitě Palackého v Olomouci (1971), vědeckou aspiranturu vykonal externě na Ústavu pro hudební vědu Československé akademie věd (1966–72; kandidát věd - 1975).
Po ukončení vysokoškolských studií byl jeden rok učitelem hudební výchovy na Pedagogickém gymnáziu ve Znojmě (1950–51), po absolvování vojenské prezenční služby trvale přesídlil do Českých Budějovic. Učil nejprve na Hudebně pedagogickém oddělení Hudební školy v Českých Budějovicích (1953–56), poté na Pedagogické škole (1956–58). Zabýval se i činností popularizační. V roce 1959 nastoupil jako odborný asistent Katedry hudební výchovy Pedagogické fakulty, pozdější zakládající součásti Jihočeské univerzity v Českých Budějovicích, kde setrval až do svého odchodu do důchodu (1986). Roku 1990 zde byl jmenován docentem.
V letech 1990–2001 byl pedagogem Konzervatoře České Budějovice, do roku 1992 působil řadu let jako externí violista v operním orchestru Jihočeského divadla, v Jihočeské komorní filharmonii a několika komorních souborech.
Skladatelsky vyšel z neoklasicismu, později se přiklání k novým kompozičním technikám a směřuje k syntéze prostředků soudobého hudebního výrazu. Jihočeská komorní filharmonie premiérovala jeho skladby Variace na téma Albana Berga (v roce 1985), Koncert pro orchestr (1988) a Koncert pro 14 smyčcových nástrojů (1998) a d. Řada jeho výrazných skladeb zazněla na Dnech soudobé hudby v Praze: Sonáta pro sólovou violu (1996), Sonatina danzante pro flétnu a klarinet (2000), Sedm sekvencí pro klarinet a bicí (2002), Capriccia pro soprán, flétnu, violu a bicí nástroje na verše Konstantina Biebla (2005), Largo desolato, hudba k sedmi obrazům hry V.Havla pro housle, violu a violoncello (2010) či Koláž IV pro 3 violoncella (2012). Jeho skladby jsou uloženy v archivech Českého hudebního fondu, Jihočeského muzea v Českých Budějovicích, Jihočeské komorní filharmonie a Konzervatoře České Budějovice.

## Dílo

### Dílo hudební (výběr)

#### Orchestrální
- Divertimento I. pro smyčcový orchestr (1983)
- Variace na téma Albana Berga (1984)
- Koncert pro orchestr (1987)
- Concerto grosso pro housle, violu a orchestr (1989)[4]
- Divertimento II. pro orchestr (1992)
- Martinská polka pro orchestr (1992)
- Koncert pro 14 smyčcových nástrojů (1995)
- Divertimento III pro smyčcový orchestr (2002)
- Concertino pro klarinet, smyčce a harfu (2003)
- Koncert pro housle a orchestr (2010).

#### Komorní
- Preludium a giga pro hoboj a klavír (Památce Jana Dismase Zelenky) (1959)
- Hudba k vernisáži pro hoboj, violu a fagot (violoncello) (1960)
- Partita parva pro 2 housle (1973)
- Byla láska, variace na moravskou píseň pro flétnu, violoncello a klavír (1976)
- Divertimento I (2 violini, viola, violoncello) (1983)
- Musica brevis pro 3 violoncella (1987)
- Smyčcový kvartet (1988)
- Partita pro housle a klavír (1993)[5]
- Koláž I pro 4 flétny (1995)
- Trio pro klarinet, violoncello a klavír (1996)
- Koláž II pro 4 trombóny (1997)
- Sonata a due pro housle a violu (1997)
- Polyfonní knížka pro 2 a 3 housle (1998)
- Sonatina danzante pro flétnu a klarinet (1999)
- Blues Jaroslavu Ježkovi pro klavír (1999)
- Good King Wenceslas (variace na anglickou píseň pro housle, klarinet a klavír) (2000)
- Hommage a J.S.B. violoncello solo (2000)
- Sedm sekvencí pro klarinet a bicí nástroje (2001)
- Koláž III pro 2 housle a violu (2003)
- Tricinia pro smyčcové trio (violino, viola, violoncello) (2004)
- Smyčcový kvartet II (Epitaf pro dvoje housle, violu a violoncello s barytonovým sólem) (2008)
- Sonáta pro dvoje housle a klavír (2008)
- Largo desolato. Preludium-Interludia-Postludium pro housle, violu a violoncello (2009)
- Smyčcový kvartet I pro dvoje housle, violu a violoncello (2009)
- Dialoghi per due violini (2011)
- Koláž IV pro 3 violoncella (2011)
- Partita parva II pro dvoje housle (houslový sbor) (2011)
- 3 Duos per due clarinetti (2013)
- Sonatina semplice pro housle a klavír (2013)
- Smyčcový kvartet III (2014)
- Diaphonia (viola, violoncello) (2017).

#### Pro sólové nástroje
- Invokace pro klavír (1958)
- Tři tance pro klavír (1963)
- Trifolium memoriae Bélae Bartók pro klavír (1965)
- Strofy pro sólový klarinet (1978)
- Sonáta I pro sólové housle (1982)[6]
- Eodem anno 1986 cyklus klavírních skladeb (1986)
- Passacaglia pro sólové violoncello (1988)
- Aulétés (hráč na aulos) oboe solo (1992)
- Sonáta pro sólovou violu (1994)
- Sonáta II pro sólové housle (1998)[7]
- Dedikace I, II pro klavír (1999)
- Elementární etudy pro housle (2000)
- Cantus variabilis pro housle (2006)[8]
- Nomos (flauto solo) (2006)
- Nenia (viola sola) (2007)
- Soliloquia (violino solo) (2009)[9]
- Invarianty (viola sola) (2012)
- Sonata quasi una ballata (violoncello solo) (2012)
- Malé dětské etudy pro housle a dvoje housle (2013)
- Sonáta III pro sólové housle (2013)[10]
- Deux impressions Hommage a Vincent piano (2013)
- Diferencias, viola sola (2014).

#### Vokální
- Sluneční písně (tři mužské sbory) (1950)
- Čtyři lidové písně (1951)
- Dítě (diptych pro ženský sbor) (1960)
- Pointy (4 písně na texty Miroslava Holuba pro střední hlas a klavír) (1965)
- Tři madrigaly na staré české texty pro ženský sbor, flétnu, housle a bicí (1979)
- Pětiverší pro smíšený sbor na starojaponskou poezii a verše Vladimíra Holana a Konstantina Biebla (1985)
- Lyrické fragmenty na verše Sapfó pro mezzosoprán, flétnu, hoboj, violu a kytaru (1990)
- Ubi nullus ordo (Passacaglia a kánon pro smíšený sbor na text Vladimíra Holana) (1990)
- Elegické fragmenty pro střední hlas a violu (1994)
- Noctiluca (4 nocturna pro střední hlas, flétnu, violu a kytaru) (1998)
- Capriccia pro soprán, flétnu, violu a bicí nástroje na verše Konstantina Biebla (2005)
- Motýli tady nežijí (dětský sbor na slova Pavla Friedmana, Terezínské ghetto 4.6.1942) (2006)
- Tři nokturna pro smíšený sbor na verše Karla Hynka Máchy (2009)
- Čtyřlístek ptačí (2011)
- Dva sonety pro střední hlas a violu (2017).

### Dílo literární
- Seznam děl v Souborném katalogu ČR, jejichž autorem nebo tématem je Milan Křížek

Knižní publikace
- Jan Rychlík, život a dílo skladatele (Vyd. 1. Praha: H&H, 2001, 190 s. ISBN 80-86022-89-7).

Učební texty
- Improvizace houslového doprovodu písní (SPN Praha 1979)
- Antologie skladeb k rozboru hudebních forem (Pedagogická fakulta České Budějovice 1980).

Ostatní
- Úvodní text ke skladbě Jana Rychlíka Homaggi gravicembalistici (Editio Supraphon Praha 1973)
- Úvodní text ke skladbě Jana Rychlíka Posměšky pro dětský sbor (Editio Supraphon Praha 1976)
- Hudební život jižních Čech (Jihočeská vlastivěda, svazek Hudba, České Budějovice 1989)[11].